# Jozef Hubertus Nicolaas Emile Smeets

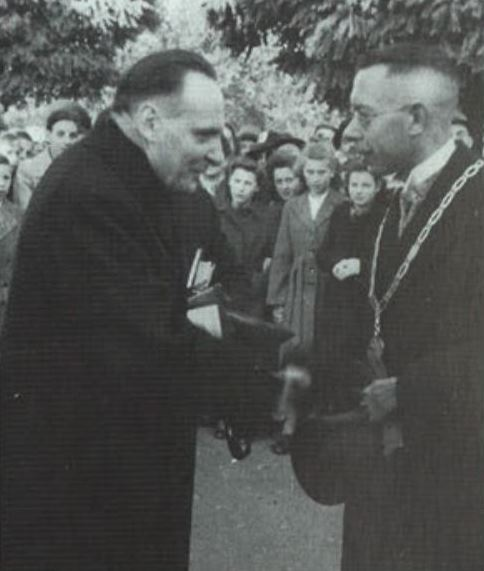
Burgemeester J.H.N.E. Smeets heet de nieuwe pastoor Grubben welkom in Gronsveld (1950)

Jozef Hubertus Nicolaas Emile Smeets (Mheer, 10 maart 1904 – 28 december 1972) was een Nederlands politicus.
Eind 1931 werd hij ambtenaar ter secretarie bij de gemeente Eijsden. Later was hij daar gemeente-ontvanger en gemeentesecretaris. In december 1945 werd Smeets benoemd tot burgemeester van Gronsveld wat hij tot zijn pensionering in april 1969 zou blijven. In 1972 overleed hij op 68-jarige leeftijd.